# Bescheinigung in Steuersachen
Eine Bescheinigung in Steuersachen (früher: steuerliche Unbedenklichkeitsbescheinigung) ist ein in Deutschland von Finanzämtern auf Antrag ausgestelltes Dokument. Andere Behörden oder Auftraggeber fordern dieses bei Genehmigungs- bzw. Vergabeverfahren an, um einschätzen zu können, ob der Zahlungspflichtige seine Steuern zuverlässig begleicht.

## Rechtsgrundlage
Rechtsgrundlagen sind § 85 der Abgabenordnung und Tz. 4 zu § 85 des Anwendungserlasses zur Abgabenordnung des Bundesministeriums der Finanzen. Nach § 85 AO haben die Finanzbehörden sicherzustellen, dass Steuern nicht verkürzt, zu Unrecht erhoben oder Steuererstattungen und Steuervergütungen nicht zu Unrecht gewährt oder versagt werden. Das umfasst auch die Befugnis zu Maßnahmen außerhalb eines konkreten Besteuerungsverfahrens. Auf der Grundlage des § 85 AO können Finanzbehörden im Wege der  Amtshilfe andere Behörden ersuchen, Aufträge nur zu erteilen, wenn eine von der Finanzbehörde erteilte Bescheinigung in Steuersachen die Bewertung ermöglicht, dass der Bewerber seinen steuerlichen Pflichten im Wesentlichen nachkommt. Da die Bescheinigung kein Verwaltungsakt ist, kann sie nicht im Rechtsbehelfsverfahren angegriffen werden. Die Bescheinigung kann aber mit einer Leistungsklage nach § 40 Abs. 1 FGO überprüft werden.

## Zweck und Verfahren
Die Bescheinigung in Steuersachen wird auf Antrag erteilt, um die steuerliche Zuverlässigkeit des Steuerpflichtigen zu bescheinigen. Sie werden vor allem
- in Verfahren zur Erlangung gewerberechtlicher Erlaubnisse, z. B. nach dem Gaststättengesetz, nach dem Güterkraftverkehrsgesetz oder dem Personenbeförderungsgesetz,
- in Ausländerangelegenheiten, etwa zur Erlangung einer Aufenthaltsgenehmigung sowie
- bei der Vergabe öffentlicher oder auch privater Aufträge

verlangt.
Der Antrag auf Erteilung einer Bescheinigung in Steuersachen kann über ELSTER gestellt werden. Antragsteller und Empfänger der Bescheinigung ist grundsätzlich der Steuerpflichtige selbst, es sei denn, der Steuerpflichtige gibt eine Erklärung ab, die das Finanzamt von der Verpflichtung zur Wahrung des Steuergeheimnisses entbindet. Ohne Erklärung ist der Antragsteller Adressat der Bescheinigung und gibt sie dann nach eigenem Ermessen an Dritte weiter. Die Bescheinigung ist in einigen Bundesländern kostenpflichtig.

## Inhalt
Die Bescheinigung erteilt das zuständige Finanzamt anhand der ihm vorliegenden Kenntnisse über das Zahlungs- und Abgabeverhalten des Antragstellers.
Sie enthält eine wertungsfreie Angabe folgender Informationen:
- Angaben zur Person
- Auskunft über Abgabe von Einkommensteuer, Umsatzsteuer, Körperschaftssteuer, Lohnsteuer, Gewerbesteuer
- Angabe über Steuerrückstände
- Angabe über gestundete Steuerbeträge
- Angaben zum Zahlungsverhalten
- Einhaltung der Steuererklärungspflicht
- Steuerstrafen oder Geldbußen
- Datenschutzhinweis[4]

Eine Bewertung der Daten oder eine Prognose über das zukünftige Verhalten des Steuerpflichtigen erfolgt nicht.